# Shawnee County
Shawnee County je okres ve státě Kansas v USA. K roku 2010 zde žilo 177 934 obyvatel. Správním městem okresu je Topeka. Celková rozloha okresu činí 1 441 km².